# فرودگاه فلایینگ ام
فرودگاه فلایینگ ام (به انگلیسی: Flying M Airport) یک فرودگاه خصوصی است که یک باند فرود چمن و شن دارد و طول باند آن ۲۹۷ متر است. این فرودگاه در کشور ایالات متحده آمریکا قرار دارد و در ارتفاع ۱۳۶ متری از سطح دریا واقع شده است.